# Anthophora footei
Anthophora footei är en biart som beskrevs av Crawford 1914. Anthophora footei ingår i släktet pälsbin, och familjen långtungebin. Inga underarter finns listade i Catalogue of Life.